# Den Livegne
Den Livegne er en dansk stum dramafilm fra 1910 produceret af Nordisk Films Kompagni. Filmens instruktør er ukendt.

## Handling
Den livegne bonde Andreff lever lykkeligt med sin hustru og lille datter, men en dag får godsejeren et godt øje til Andreffs hustru og vil forgribe sig på hende. Andreff hører hendes skrig og iler til, hvor han slår godsejeren i gulvet. Godejeren lader Andreff piske for sin ulydighed. Senere er godsejeren ude og ride og falder af sin hest og brækker benet. Andreffs datter ser godsejeren ligger på jorden, og løber til faren for at få ham til at hjælpe. Da faren kommer til hjælp, ser han, at det er godsejeren, der er kommet til skade. Andreff skal lige til at slå godsejeren med en knippel, da han ser datterens forventningsfulde øjne, der venter på, at Andreff skal hjælpe den stakkels tilskadekomne mand. Andreff slipper kniplen, og hjælper i stedet godsejeren. Godsejeren er taknemmelig og giver familien sin frihed og ejendomsretten til grunden de bor på, men godsejeren fortæller, at det kun er grundet datterens gode gerning.

## Medvirkende
- Lauritz Olsen - Bonden
- Julie Henriksen - Bondens kone
- Einar Zangenberg - Godsejeren